# Drosera paradoxa
Drosera paradoxa, es una planta carnívora endémica del norte y oeste de Australia.

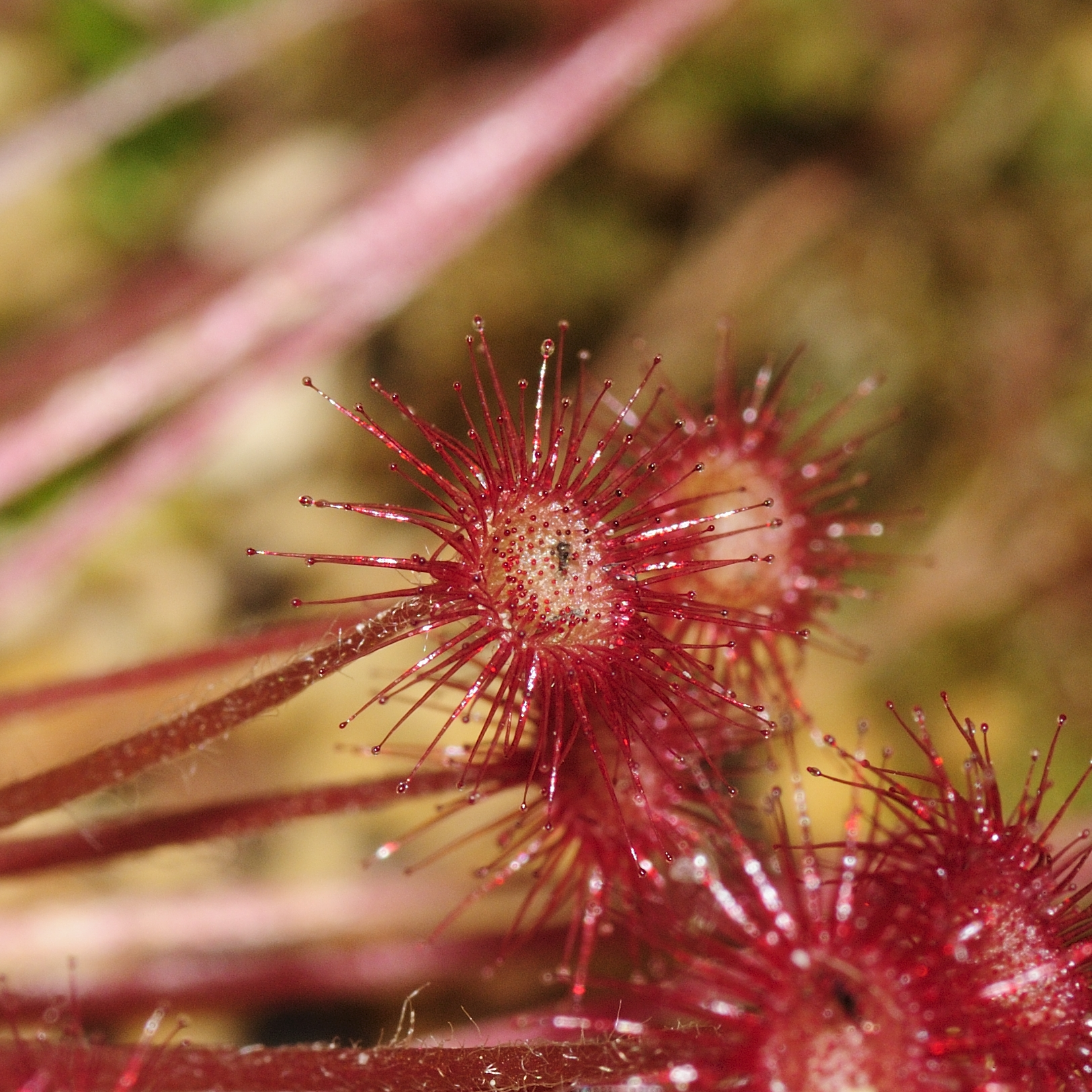
Detalle de sus terminaciones carnívoras

## Descripción
Es una planta perenne que crece en forma de roseta con tallos rectos con una terminación carnívora. Florece con flores de color blanco o rosa.

## Taxonomía
Fue descrita por primera vez por el botánico australiano Allen Lowrie en una edición de 1997 de la revista Nuytsia. Las primeras observaciones de campo de esta especie fueron confusas, dado que se encontraron diferentes conformaciones de plantas, tomando de este problema el epíteto para designar a esta especie: «paradoja».
Etimología
Drosera: tanto su nombre científico –derivado del griego δρόσος (drosos): "rocío, gotas de rocío"– como el nombre vulgar –rocío del sol, que deriva del latín ros solis: "rocío del sol"– hacen referencia a las brillantes gotas de mucílago que aparecen en el extremo de cada hoja, y que recuerdan al rocío de la mañana.
paradoxa: epíteto latino que significa "paradoja, no esperado".